# Calgeerpark

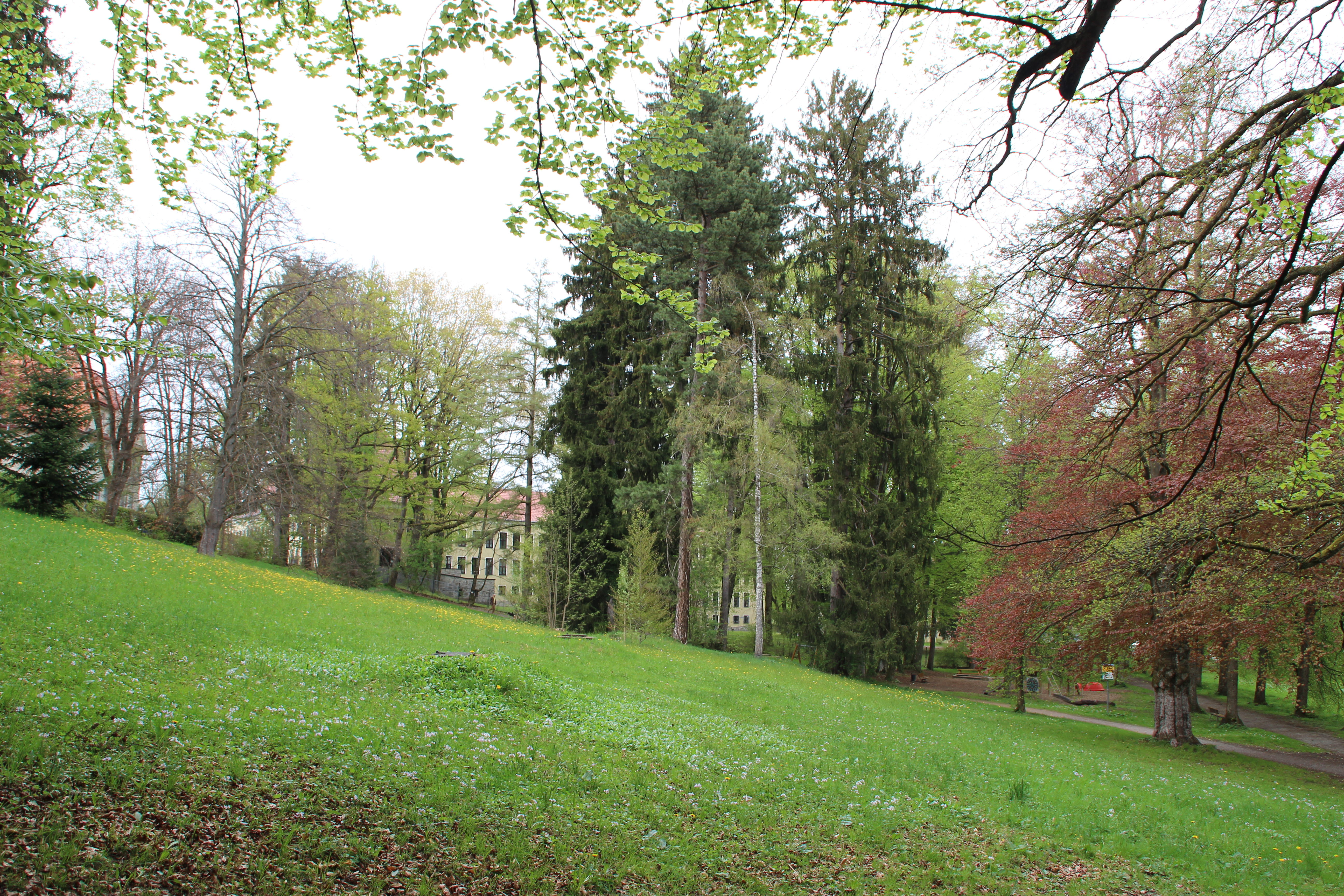
Calgeerpark in Kempten

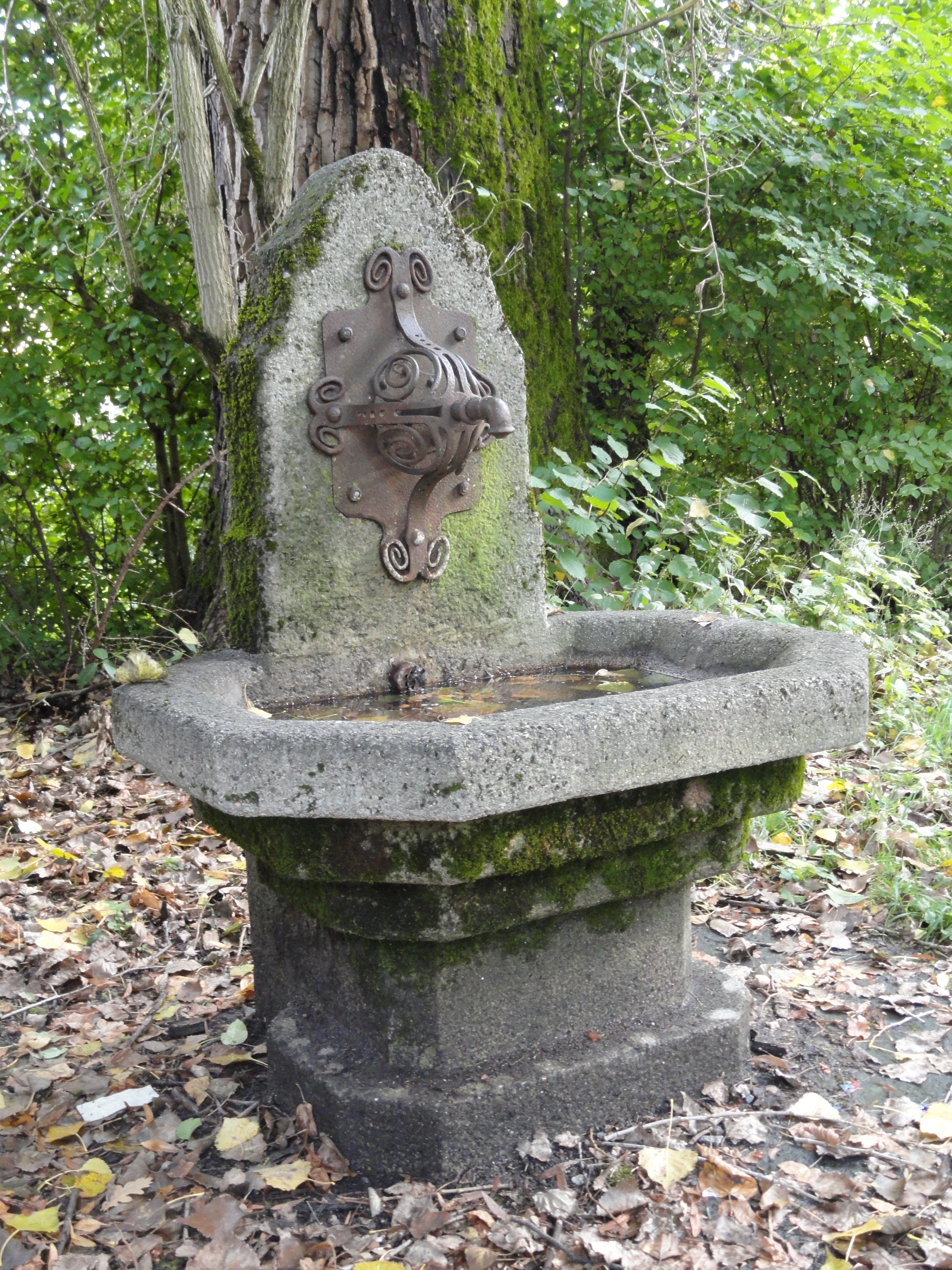
Brunnen im Calgeerpark

Der Calgeerpark (auch Calgeeranlage) ist ein Park in Kempten (Allgäu). Er befindet sich hier zwischen dem Adenauerring und der Parkstraße. Namensgeber des Parks ist der Kaufmann und Wohltäter Christian Marco Calgèer. Durch die Bebauung mit einem Lazarett der Wehrmacht und dem späteren Carl-von-Linde-Gymnasium ist der Park in der Fläche geschrumpft.
Angelegt wurde die Parkanlage durch den Stadtgärtner Dominikus Senn (1863–1915) im Jahr 1909. Auf ihn sind sämtliche öffentliche Grünanlagen in Kempten bis zum Ausbruch des Ersten Weltkriegs zurückzuführen. Hierzu gehören die Haubenschloßanlage, der Stadtpark sowie Teile der Burghalde. Finanziert wurde die Anlage des Parks durch die Calgèer-Stiftung.